# Pagodebusk-slægten
Pagodebusk-slægten (Enkianthus) er en slægt med 11-15 arter i Østasien, det østlige Himalaya, Kina, Taiwan, Japan og Indokina). Det er buske eller små træer, der oftest er løvfældende. Bladene sidder spredtstillet, men tæt samlet mod skudspidsen. De er stilkede og hele med takket eller dybere indskåret rand. Blomsterne er samlet i små stande, men nogle arter har blomsterne siddende enkeltvis. I begge tilfælde sidder de i bladhjørnerne. De enkelte blomster er klokkeformede med korte, frie spidser på kronbladene. Frugterne er kapsler med et enkelt til mange frø.
Her beskrives kun den ene art, som bliver dyrket i Danmark.
| Beskrevne arter |

- Pagodebusk (Enkianthus campanulatus)

| Andre arter |

- Enkianthus cernuus
- Enkianthus chinensis
- Enkianthus deflexus
- Enkianthus pallidiflorus
- Enkianthus perulatus
- Enkianthus quinqueflorus
- Enkianthus recurvus
- Enkianthus serrulatus
- Enkianthus subsessilis
- Enkianthus tectus[1]

Note
1. ↑  GRIN: Species Records of Enkianthus